# Naranjal (canton)
Naranjal est un canton d'Équateur situé dans la province de Guayas.